# Villa Emo Capodilista
Villa Emo Capodilista è una villa veneta cinquecentesca situata nei pressi di Selvazzano Dentro, sul colle di Montecchia.

## Descrizione
Progettata da Dario Varotari il Vecchio come ritrovo di caccia nella seconda metà del XVI secolo, è rimasta proprietà della famiglia che la commissionò originariamente. La pianta quadrata si ripropone anche nella distribuzione dei locali interni, che sono quattro al piano terra e quattro al secondo piano, collegati da una scala a quattro rampe.
Le stanze sono dipinte, con affreschi raffiguranti scene mitologiche, di storia familiare, storia romana e decorazioni varie quali putti e fregi. La camera della vigna ha un soffitto affrescato di un dettagliato pergolato di foglie e grappoli d'uva, mentre sulle pareti è raffigurato un padiglione da giardino con le pareti costituite da piante di vite, al di là delle quali è dipinto lo spazio circostante con architetture e strutture da giardino. Su un lato sono raffigurate grandi finestre chiuse da tendaggi variamente disposti, su lato Nord è invece raffigurato un grande baldacchino a strisce bianche e blu. A Dario Varotari il Vecchio è attribuito anche l'affresco del soffitto della camera delle ville, una scena che mostra il Tempo e la Virtù che scaccia il vizio.
La villa è circondata da giardini all'italiana e presenta su ogni lato esedre semicircolari. Nei dintorni si trova un oratorio dedicato a San Pancrazio risalente alla prima meta del diciannovesimo secolo dove sono custodite le tombe di alcuni membri della famiglia Capodilista.
La villa ha origini molto antiche. Il feudo della "Monticula", risale infatti a prima del 1000; al suo interno era inclusa una struttura fortificata. Questa struttura originaria fu distrutta da Ezzelino da Romano e successivamente ricostruita per essere poi nuovamente distrutta da Alberico da Romano e, ancora una volta, ricostruita. Fu infine acquisita da Forzatè Capodilista.
La villa è sede di una tenuta agricola e ospita diverse iniziative di carattere turistico.
È possibile visitare la villa solo in giornate prestabilite, consultando il calendario e prenotandosi.